# Le Mesnil-Tôve
Le Mesnil-Tôve è un comune francese di 230 abitanti situato nel dipartimento della Manica nella regione della Normandia.

## Società

### Evoluzione demografica
Abitanti censiti